# 부르마 (드래곤볼)
본 문서의 이해를 돕기 위한 비자유 그림이 있습니다. 
링크의 파일을 직접 올려 주세요
부르마는 토리야마 아키라의 만화 드래곤볼과 원작으로 하는 애니메이션의 등장 인물이다. 일본에서는 여자의 속옷을 뜻한다.

## 작중 행적

### 드래곤볼
손오공이 최초로 만난 동료이며, 모든 이야기의 발단이 된 캡슐 코퍼레이션의 사장의 딸. 드래곤볼을 찾기 위해 산 속에 들어갔다가 손오공을 만나게 된 계기로 손오공과 계속 드래곤볼을 찾고 있다. 이야기 전반은 야무치에게 첫눈에 반해 교제하지만 바람만 피우는 바람둥이 야무치랑 헤어졌다. 드래곤볼 Z에서는 베지터와 결혼하여 트랭크스와 부라의 어머니가 된다.
서유기의 삼장법사에 해당하지만 성격은 정반대에 가깝다. 약간 날라리 같은 모습을 보이기도 한다. 외모와 달리 상당한 천재이며, 학교의 수업 등은 「지루하기 때문에」라고 게으름 피우고 있었다. 드래곤볼로부터 발하는 특수한 전자파를 탐지할 수 있는 「드래곤 레이다」나, 몸이 작아질 수 있는 「미크로 밴드」등을 발명해 사용하고 있다. 덧붙여서 드래곤 레이다의 성능은, 레드 리본군이 총력을 주어 개발한 레이다보다 몇배 우수하다. 사이어인의 스카우터나 닥터 게로가 만든 인조인간 16호 등 처음 보는 기계도 완벽하게 수리하며, 미래에는 아들 트랭크스를 위해 타임머신을 만든다.
이름의 유래는 의류의 일종인 부르마. 토리야마 아키라가 「DRAGON BALL 모험 스페셜」의 질문 코너에서 「여자 아이가 입는 핫 팬츠로부터입니다」라고 대답하였다.
(부르마도 드래곤볼,드래곤볼Z,드래곤볼GT 드래곤볼슈퍼 시리즈를 더해갈수록 점점 나이를 먹어서 아이, 주부, 할머니로 변해간다 베지터는 변함이 전혀 없다)

### 드래곤볼 극장판
극장판 작중에 활약은 거의없다.그래도 드래곤 레이더 등의 거의 발명품을만드는 활약만한다.

### 드래곤볼 슈퍼
드래곤볼 슈퍼 에서는 미래 트랭크스 에게 타임머신을 만들어주는 것 외에는 거의 활약이 없다.

## 같이 보기
- 드래곤볼의 등장인물 목록